# Forcipomyia waldenia
Forcipomyia waldenia är en tvåvingeart som beskrevs av Meillon 1940. Forcipomyia waldenia ingår i släktet Forcipomyia och familjen svidknott. Inga underarter finns listade i Catalogue of Life.